# 秋津村 (新潟県刈羽郡)
秋津村（あきつむら）は、かつて新潟県刈羽郡にあった村。

## 沿革
- 1889年（明治22年）4月1日 - 町村制施行に伴い刈羽郡宮平村、与板村が合併し、秋津村が発足。
- 1901年（明治34年）11月1日 - 刈羽郡善根村、加納村と合併し、中鯖石村となり消滅。